# Станіславув (Слупецький повіт)
Станіславув (пол. Stanisławów) — село в Польщі, у гміні Заґурув Слупецького повіту Великопольського воєводства.
Населення — 103 особи (2011).
У 1975-1998 роках село належало до Конінського воєводства.

## Демографія
Демографічна структура станом на 31 березня 2011 року:
|          | Загалом | Допрацездатний вік | Працездатний вік | Постпрацездатний вік |
| -------- | ------- | ------------------ | ---------------- | -------------------- |
| Чоловіки | 54      | 9                  | 36               | 9                    |
| Жінки    | 49      | 10                 | 27               | 12                   |
| Разом    | 103     | 19                 | 63               | 21                   |